# Springfield Thunderbirds
Springfield Thunderbirds je profesionální americký klub ledního hokeje, který sídlí ve Springfieldu ve státě Massachusetts. Do AHL vstoupil v ročníku 2016/17 a hraje v Atlantické divizi v rámci Východní konference. Klubové barvy jsou červená, námořnická modř, nebeská modř, bílá a zlatá.
Své domácí zápasy hrají "Hromoví ptáci" v tamní aréně MassMutual Center. Jedná se o farmu klubu NHL St. Louis Blues. Klub nahradil v soutěži od ročníku 2016/17 celek Portland Pirates. V aréně vystřídal klub Springfield Falcons, který ukončil svou činnost. Ve Springfieldu sídlí ligové vedení a po celou existenci má město v soutěži svého zástupce, před Falcons to byli Springfield Indians.
Ročník 2020/21 se klub rozhodl vynechat kvůli pandemii koronaviru.

## Umístění v jednotlivých sezonách
Stručný přehled
Zdroj:
- 2016– : American Hockey League (Atlantická divize)

Jednotlivé ročníky
Zdroj:
Legenda: Z – zápasy, V – výhry, P – porážky, PP – porážky v prodloužení či na samostatné nájezdy, VG – vstřelené góly, OG – obdržené góly, B – body
| USA / Kanada (2016 – ) |                                                |                                                |                                                |                                                |                                                |                                                |                                                |                                                |                                                |                                                |
| Sezóny                 | Liga                                           | Úroveň                                         | Z                                              | V                                              | PP                                             | P                                              | VG                                             | OG                                             | B                                              | Pozice                                         |
| 2016/17                | AHL (Atlantická divize)                        | 2                                              | 76                                             | 32                                             | 11                                             | 33                                             | 197                                            | 206                                            | 75                                             | 6.                                             |
| 2017/18                | AHL (Atlantická divize)                        | 2                                              | 76                                             | 32                                             | 7                                              | 37                                             | 210                                            | 233                                            | 71                                             | 7.                                             |
| 2018/19                | AHL (Atlantická divize)                        | 2                                              | 76                                             | 33                                             | 14                                             | 29                                             | 250                                            | 241                                            | 80                                             | 7.                                             |
| 2019/20                | AHL (Atlantická divize)                        | 2                                              | 61                                             | 31                                             | 3                                              | 27                                             | 190                                            | 186                                            | 65                                             | 6.                                             |
| 2020/21                | klub vynechal sezonu kvůli pandemii koronaviru | klub vynechal sezonu kvůli pandemii koronaviru | klub vynechal sezonu kvůli pandemii koronaviru | klub vynechal sezonu kvůli pandemii koronaviru | klub vynechal sezonu kvůli pandemii koronaviru | klub vynechal sezonu kvůli pandemii koronaviru | klub vynechal sezonu kvůli pandemii koronaviru | klub vynechal sezonu kvůli pandemii koronaviru | klub vynechal sezonu kvůli pandemii koronaviru | klub vynechal sezonu kvůli pandemii koronaviru |

### Play-off
bez účasti (sezona 2019/20 nedohrána kvůli pandemii koronaviru)

## Klubové rekordy

### Za sezonu
Góly: 30, Anthony Greco (2018/19)
Asistence: 42, Curtis Valk (2017/18)
Body: 62, Curtis Valk (2017/18)
Trestné minuty: 147, Sena Acolatse (2016/17)
Čistá konta: 4, Harri Sateri (2017/18)
Vychytaná vítězství: 18, Chris Driedger (2018/19)
Odehrané zápasy: 76, Chase Balisy (2016/17)

### Celkové
Góly: 85, Anthony Greco
Asistence: 78, Dryden Hunt
Body: 157, Anthony Greco
Trestné minuty: 238, Paul Thompson
Čistá konta: 4, Harri Sateri
Vychytaná vítězství: 31, Samuel Montembeault
Odehrané zápasy: 261, Anthony Greco